# Асињи (Шер)
Асињи (фр. Assigny) насеље је и општина у централној Француској у региону Центар (регион), у департману Шер која припада префектури Бурж.
По подацима из 2011. године у општини је живело 155 становника, а густина насељености је износила 9,09 становника/km². Општина се простире на површини од 17,05 km². Налази се на средњој надморској висини од 362 метара (максималној 357 m, а минималној 213 m).

## Демографија
| 1962. | 1968. | 1975. | 1982. | 1990. | 1999. | 2011. |
| ----- | ----- | ----- | ----- | ----- | ----- | ----- |
| 256   | 294   | 228   | 207   | 172   | 167   | 155   |

График промене броја становника у току последњих година